# Alfonso Burguete
Alfonso Burguete (Navarrete, ca. 1690-Pamplona, 1735), Fue un editor, impresor y librero de Pamplona. Debió de iniciarse en la profesión en el taller de Francisco Picart, para después ejercer como tipógrafo y librero hasta 1719, cuando se casa con la hija de Francisco Antonio de Neira, fallecido tres años antes, titular de un negocio de imprenta y librería en la capital navarra.  
A partir de ese momento se hace cargo del negocio que había heredado su suegra y lo hace durante 17 años, hasta su muerte en 1735.  
Dejó un negocio saneado. Su viuda, María Francisca de Neira se mantuvo al frente de la imprenta y librería, durante 16 años, hasta su muerte en 1751. 

## Biografía
Hijo de Diego Burguete y María Rodrigo, nace hacia 1690  en Navarrete, en las cercanías de Logroño.
En 1708, en el contrato de arrendamiento de la vivienda Galy taller del impresor Francisco Picart, aparecen como testigos Félix y Alfonso Burguete, que bien podrían ser sus empleados.
La siguiente noticia de Alfonso Burguete se produce once años más tarde y se refiere a su boda con María Francisca, la hija mayor del impresor Francisco Antonio de Neira, y de su segunda esposa, Juana María Romeo y Leoz, celebrada, el 26 de febrero de 1719, en la parroquia de San Nicolás de Pamplona, donde residirá el matrimonio. Tuvo cuatro hijos.
Mantiene buena y antigua relación con Francisco Picart, en cuyo taller, según se ha explicado, parece que comenzó su carrera profesional y que, más tarde, actuará como testigo en su boda. También está unido por vínculos de amistad con Andrés de Tortosa, impresor, natural de Granada, hasta el punto de ser padrino de su hija Rafaela Antonia, bautizada en la parroquia de San Saturnino de Pamplona el 24 de octubre de 1730.

### Boda y dirección de la imprenta de su suegra
El matrimonio de Alfonso Burguete con María Francisca de Neira, en 1719, dio la oportunidad a la madre de esta, Juana María Romeo, viuda desde hacía tres años del impresor Francisco Antonio de Neira, de cederles el negocio e  ir a vivir con ellos. 
Con este fin suscribió un contrato de convivencia por el que mantenía el disfrute de las propiedades familiares, garantizaba el sustento al matrimonio y le prometía sus bienes una vez fallecida.  
Al resto de sus hijos Juana María Romeo les ofrecía una dote de 100 ducados. 
Por su parte, Alfonso Burguete aportó al matrimonio 300 ducados "en libros e instrumentos" de su oficio de impresor y librero.
De esta manera, Alfonso Burguete comenzó a regentar la imprenta y librería de su suegra. Se ha de advertir que entre 1716, año de la muerte de Francisco Antonio de Neira,   hasta 1724 no se imprimieron libros, lo que no quiere decir que se realizaran otros trabajos menores de imprenta. 
Además del negocio de librería e imprenta, con el tiempo, Burguete pasó a disfrutar de los bienes de su suegra, que poseía casas y tierras en Artajona y Falces.
Pero, junto con el taller de su suegro, Burguete también tuvo que hacerse cargo de las deudas. Así, en 1735, casi 20 años después de su muerte, todavía quedaba pendiente, por ejemplo, el pago de 50 ducados al comerciante pamplonés Juan de Lastiri, según reconoce Burguete, “de cuentas que tuvo con los padres de mi mujer“.
En casa, además de su suegra, vive el clérigo Domingo Prado, capellán de las carmelitas descalzas y padrino de la hija mayor del matrimonio. Sobre las actividades poco edificantes de este clérigo se da cuenta más adelante. 

## Librero
Alfonso Burguete vive y trabaja en la calle Zapatería,  perteneciente a la parroquia de San Nicolás, aunque morirá en la calle Mercaderes. Mantiene el taller de impresión de su suegro y al mismo tiempo tiene abierta una librería. 

### Actividad comercial
El ámbito de sus relaciones mercantiles como librero alcanza Madrid y Barcelona. En 1735, el año de su muerte, tiene negocios con el librero madrileño José de Horta y también con los de Barcelona Pedro Campins, del que ha recibido dos partidas de libros, y Jaime Suria.  
En cuanto a ventas al por menor, en este mismo año, tiene pendientes de cobro 16 reales fuertes por las obras de Francisco de Quevedo que ha vendido a un presbítero de Aoiz; por otra parte, un criado del secretario Francisco Ignacio de Ayerra le debe 14 reales de la Práctica criminal de Jerónimo Fernández de Herrera.
En su librería, además, vende material de escritorio, como la resma de papel que, por dos reales, había cortado y batido para ya citado comerciante pamplonés Juan de Lastiri.
La actividad como librero se comprueba también con motivo de la venta del polémico opúsculo de Olazagutía, del que más adelante se dará detalles, y, también, en su intervención como “maestro librero” en un litigio suscitado por Jerónimo de Anchuela: en 1732 trabaja como perito, junto con Francisco Paisa, en la tasación de encuadernaciones, con motivo del pleito que Jerónimo Anchuela ha iniciado contra María de Lizasoain, viuda del próspero impresor y librero José Joaquín Martínez, a la que reclama 1.593 reales por salarios, libros y trabajos de encuadernación.

## Impresor y editor

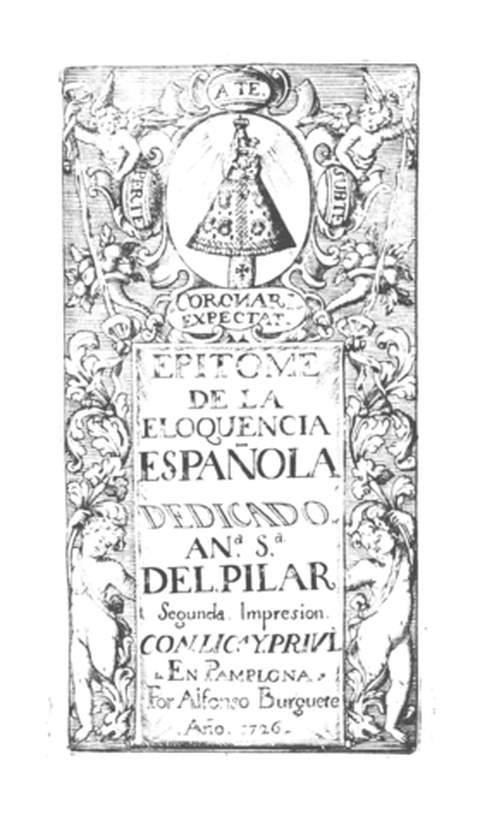
Epítome de la elocuencia española, dedicado a la Virgen del Pilar, impreso por Alfonso Burguete, en Pamplona, en 1726

De su trabajo como impresor y editor dan testimonio los 13 títulos que imprime entre 1724 y 1735. 
El taller, además, realiza las habituales tareas de encuadernación. Así, en 1735, cuando Burguete redacta su testamento, da cuenta del suministro de pergaminos recibido de los guanteros Juan de Olza y Jerónimo Sorauren. 
También entre las deudas se anotan 40 libras de aceite de nueces, a razón de dos reales la libra, que le había proporcionado el comerciante pamplonés Juan Francisco Garísoain. que empleaba para fabricar tinta de impresión. Se recoge, además, el suministro por parte de José Baigorri de dos resmas de “papel ordinario”, a cuatro reales cada una.
Los editores, por distintos motivos, podían poner en aprietos al impresor al no abonarle su trabajo en los plazos convenidos, a lo que este respondía inmovilizando los ejemplares disponibles. Así sucedió, al menos, con la Historia de Nuestra Señora de Sancho Abarca, del franciscano Basilio Iturri de Roncal, natural de Tauste, donde se encuentra la ermita, impresa en 1729 a iniciativa de los ermitaños de este santuario. Al cabo de seis años, en 1735, Alfonso Burguete todavía tenía pendiente de cobro 300 reales, por lo que les había retenido parte de la tirada. 
En ese mismo año también tenía para cobrar al convento de Logroño cien reales de los Exámenes generales de Teología Moral, obra impresa el año anterior, del carmelita descalzo fray Manuel de San Buenaventura.

### El eficiente oficial de imprenta Juan Rolland
En julio de 1727 contrata para trabajar “en el arte de la imprenta” a “Juan Rolland, natural de París”. El acuerdo es verbal y se plantea por dos años. El salario establecido es de ocho reales mensuales más la manutención. La presencia de Rolland en el taller de Burguete es patente, toda vez que en el segundo semestre de 1727 se imprimen tres obras, la mayor producción del taller. 
Rolland debió de ausentarse del trabajo en varias ocasiones, sin permiso de Burguete, lo que, al cabo de un año, en julio de 1728, le indujo a firmar un documento obligándose a trabajar hasta el 1 de julio de 1729 “en su casa, en la imprenta y en la prensa, según se lo ordene, bien y fielmente, cumpliendo con su obligación, sin hacer ausencia alguna, y si la hiciere la resarcirá sirviendo otros tantos días, después de cumplido el expresado año”. 
La valía del oficial parisino se hace notar, pues  a partir del contrato escrito el salario ha subido de ocho a doce reales mensuales, además de la comida y —esto es nuevo— de la obligación de lavarle la ropa blanca, lo que hace pensar que vivía solo, sin familia.
El trabajo de Rolland, en los dos años que van desde  julio de 1727 hasta el  mismo mes de 1729, ofrece como balance seis títulos, lo que casi representa la mitad de la producción del taller de Burguete en los 17 años en que estuvo al frente del negocio heredado de su suegro Francisco Antonio de Neira. 
Concluida la estancia de Rolland, en 1731, Burguete toma a Pedro Sánchez de Ávila como aprendiz.

### Producción de libros
Desde su boda en 1719 con la hija de Francisco Antonio de Neira, ya difunto, hasta la aparición del primer libro impreso transcurren cinco años, una situación para la que no se dispone de explicación. 
En 1724 imprime el primer libro y a partir de esa fecha aparecerán otros con cierta regularidad hasta su muerte en 1735. No se registran libros en 1725 y 1731, mientras que, como ya se ha adelantado, en torno a 1728 se da el periodo de mayor actividad que coincide con la contratación del impresor Juan Rolland, motivada, sin duda, por la acumulación de encargos. 
Son en total 17 años al frente de la imprenta que arrojan el balance de 13 libros. No se computan, en consecuencia, trabajos menores que sin lugar a dudas constituían la actividad cotidiana del negocio.
| Producción de libros de la imprenta de Alfonso de Burguete (1719-1735) |
| ---------------------------------------------------------------------- |
|                                                                        |

Hay autores que repiten sus encargos a Alfonso Burguete, como es el caso del mencionado Basilio Iturri de Roncal, al que imprime tres títulos (1727, 1729 y 1730); del también franciscano Francisco Echarri, con libros en 1727 y 1733; y de Juan de San José, con dos en 1727. 
Además, están los encargos del Hospital General de Pamplona, un cliente fiel desde la época de su suegro, Francisco Antonio de Neira.
Por su parte, Alfonso Burguete, al comienzo de su actividad profesional, edita dos obras que vende en su librería: la popular Imitación de Cristo, de Tomás de Kempis (1724) y el  Epítome de la elocuencia española del oscense Francisco José Artiga (1726).

### Predominio de libros piadosos
En cuanto al contenido de la producción de libros, domina abrumadoramente el tema religioso. Son sus autores carmelitas, franciscanos y jesuitas.
A pesar de la hegemonía de los libros religiosos, predomina el castellano, ya que solo un título, no por casualidad de tema litúrgico, se edita en latín. Por otra parte, de contenido laico únicamente se puede considerar el mencionado Epítome de la elocuencia española.
En lo que se refiere a la calidad tipográfica de los libros impresos por Alfonso Burguete se puede concluir que prevalece un tono mediocre, ya que de los 13 títulos evaluados 10 estarían clasificados en el nivel suficiente o deficiente, mientras que ninguno alcanzaría el de excelente

### Trabajos menores
Junto a la impresión de libros ajenos y alguno propio, Alfonso Burguete realiza encargos menores para el Regimiento de Pamplona. Así, en 1724, imprime “el laberinto que se puso en el túmulo de las exequias que se celebraron por la muerte del Rey Nuestro Señor Don Luis primero”, trabajo por el que percibe 20 pesos.
En 1728, saca a la luz por 26 reales, también para el Regimiento, un Breve y un Memorial en latín; se trata de dos impresos que debían estar relacionados con el polémico voto que Pamplona había hecho, en 1721, decretando la prohibición de las representaciones teatrales en la ciudad, como penitencia y acción de gracias por haber sido liberada de la peste, y que, en 1729, ante la presión del vecindario, quedó derogado.

### El folleto contra los gastos del obispo
También, en 1728, imprime, por encargo de Miguel de Olazagutía, procurador del Clero de Navarra, un memorial que suscita gran expectación y escándalo, y que provoca las iras del obispo de Pamplona el granadino Andrés José Murillo Velarde.
Olazagutía, en su escrito, denuncia las abusivas tasas y los procedimientos del Tribunal de la Secretaría de Cámara y los gastos que el obispo, sus familiares y ministros ocasionaban a las parroquias con ocasión de la visita pastoral emprendida a todos los arciprestazgos de su diócesis, en la que invirtió dos años. 
La extraordinaria demanda de este folleto obliga a reimprimirlo en varias ocasiones. Alfonso Burguete lo vende en su librería a medio real —tiene seis hojas— y lo distribuye “dentro de pliegos cerrados” a otras poblaciones, entre las que se encuentra Madrid. Por su parte, los vendedores ambulantes lo hacen llegar a los pueblos más escondidos, donde el clero lo lee con fruición. Y así, José Antonio de Gaiztarro, responsable de la parroquia guipuzcoana de Leaburu, declara que “por medio de un buhonero o quincallero se vendieron diferentes cientos del impreso en la provincia de Guipúzcoa”. 
El obispo, objeto de las acusaciones, tachó este memorial de “libelo infamatorio” y abrió un proceso contra su autor, pero la muerte del prelado en ese mismo año rebajó y acabó por anular este conflicto. 
Alfonso Burguete, impresor y vendedor del polémico opúsculo, no fue incomodado por este asunto. 
Además, dentro de las actividades de trabajos menores, se han de registrar los encargos de documentos judiciales, habituales en las imprentas de la época. Así, en 1735 tenía pendiente de cobro del abogado de los tribunales, licenciado Juan Francisco Iruñuela Pérez, 41 reales por una cédula de derecho; por su parte, el relator del Consejo Real, el licenciado José de Piedra, le había encargado un trabajo de 15 pesos  de los que le debía siete.

### Presupuestos para la Diputación
En 1726 Burguete compite con Juan José Ezquerro para obtener el encargo de impresión del Cuaderno de las Cortes de Estella. Finalmente la Diputación optó por la propuesta de Ezquerro por ser más favorable en el precio y también en el plazo de entrega.
Nuevamente, en 1729, la Diputación solicita presupuestos a los impresores pamploneses. En este caso, para la impresión de mil ejemplares de una obra de especial complejidad, extensión y prestigio: la Novissima recopilacion de las leyes de el Reino de Navarra, preparada por Joaquín Elizondo. Se habían pedido ofertas escritas a Alfonso Burguete, Pedro José Ezquerro, Francisco Picart y José Joaquín Martínez. Burguete ofrece 30 reales por pliego, Ezquerro hace una oferta un poco más baja, 29 reales; pero Martínez desbarata la situación con un precio inalcanzable para los demás: solo 16 reales y con el compromiso de realizar el trabajo en año y medio; en cuanto a Picart, no se conoce su propuesta y es posible que no llegara a presentarla. 
La Diputación notificó el presupuesto de Martínez al resto de los impresores para que, si les resultaba posible, presentaran otro todavía más bajo. No pudieron y el contrato fue para José Joaquín Martínez.

## Traficante de tabaco
Al parecer, la actividad comercial de Burguete no se acababa en la imprenta y en la librería.
A principios de julio de 1734 José Antonio Solano, Administrador de la Rentas Reales del Tabaco, tiene indicios de que Alfonso Burguete almacena y vende fraudulentamente este producto, que en Navarra se comercializaba en régimen de monopolio, y, por este motivo, decide poner su domicilio bajo vigilancia. 
El resultado es concluyente, a tenor de la declaración de Felipe Burguete, “ministro de la Renta del Tabaco”, el cual 

habiendo estado con cuidado frente de la casa de un librero llamado Alfonso Burguete, observando quién podía sacar tabaco, porque tenía noticia se vendía, y reparó que un estudiante llevaba en el manteo un bulto y de él se le cayó un papel plegado a modo de libra larga, como de tabaco, y habiendo ido tras él se le metió en el pasadizo de una casa de Pozoblanco, que sale a la plaza del Castillo, y se le desapareció sin poderlo encontrar.

En el lugar donde había caído el papel plegado se encontraron rastros de tabaco. Con posterioridad, a pesar de la vigilancia, y una vez alertado Alfonso Burguete, no se advirtieron indicios de venta de tabaco.
Como consecuencia, se ordena el registro de la casa del impresor y se toma declaración a este y a su mujer. A las cuatro de la tarde, un oficial y media docena de agentes de la Renta del Tabaco proceden a examinar la vivienda y el taller. Pronto se descubre “un saco de cabida como de tres arrobas de tabaco” con solo dos o tres libras de este producto, además aparecen un pomo de barro con una libra de tabaco y otro con media libra. En el saco mencionado se encuentra también una balanza con rastros de tabaco en polvo. Finalmente en otro cuarto, debajo de una cama, se descubre un tamiz con polvo de tabaco. “Todo lo cual se tomó a mano real”. Con estas evidencias, inmediatamente se ordena el arresto domiciliario de Alfonso Burguete, bajo pena de 400 libras.
La declaración de la esposa de Burguete abre una nueva línea de investigación, pues hace caer la responsabilidad de la propiedad y venta del tabaco en don Domingo Prado, de 60 años, capellán de las carmelitas descalzas, como ya se ha señalado padrino de la primogénita del matrimonio Burguete, el cual vive con la familia desde hace once años. 
Según la versión de María Francisca de Neira, es Domingo Prado el que 

hacía librar el tabaco en el peso y pesa que también se ha encontrado en su casa, pero que no sabe a dónde lo llevaba ni a quién le vendía. Y sabe por haberle dicho su marido que dicho don Domingo Prado, capellán de las monjas descalzas, en dos ocasiones, al anochecer, había enviado a casa con un hombre en un macho dos paquetes de tabaco debajo de un baste.

 Alfonso Burguete, que declara a continuación, corrobora lo dicho por su esposa: asegura que el tabaco no es suyo sino de Domingo Prado, quien lo prepara en libras para la venta, aunque no sabe a quién. Confirma lo dicho por su mujer, en el sentido de que el clérigo es quien ha metido el tabaco en su domicilio, en dos ocasiones, “a boca de noche”, en el espacio de tres o cuatro días, por medio de una persona, desconocida para él, que lo había transportado oculto en el baste de un macho.
Se concluye que el capellán es responsable directo del fraude. El 13 de agosto se abre un proceso contra él y el día 31 es encarcelado en la prisión episcopal. El 9 de septiembre, mediante sentencia de tribunal eclesiástico, Prado es condenado a la pena de reclusión de dos meses en el convento de capuchinos de extramuros de la ciudad, donde tendrá que asistir día y noche a todos los actos de la comunidad, con la prohibición de salir de la clausura. Además se le impone una multa de diez ducados. Conviene tener presente que el clérigo cobraba anualmente 56 ducados como capellán de las carmelitas descalzas.
Alfonso Burguete, al final, tuvo que reconocer cierto grado de complicidad con su inquilino. En el primer momento de las pesquisas sufrió arresto domiciliario, en calidad de sospechoso, para más adelante aceptar una multa de 80 ducados a cambio de “excusar litigios”. 
La sanción la tenía que librar en tres plazos, el primero, con carácter inmediato, de 30 ducados; al año siguiente los cincuenta ducados restantes en dos pagos semestrales. Burguete fue cumpliendo puntualmente y, cuando en julio de 1735 dictó su testamento, tuvo buen cuidado de apartar los 25 ducados del último plazo. 
Precisamente, en el mencionado testamento, se recoge una deuda que Domingo Prado, el capellán, tiene con Burguete; asciende a 80 ducados, de los que ya ha pagado 30. Esta cantidad coincide exactamente con la multa impuesta a Burguete y cabe pensar que la pactó con Domingo Prado con el fin de hacer frente a la sanción que se le había impuesto. Burguete, a cambio, se comprometería a no ahondar ante la justicia en su declaración sobre los negocios fraudulentos de Prado.

## Testamento y muerte
El 25 de julio de 1735, Alfonso Burguete, enfermo, dispone su testamento y deja como heredera universal a su esposa, María Francisca de Neira. La voluntad de Burguete no podía ser otra, ya que su boda le había permitido acceder al negocio de la imprenta y librería de su suegro y disfrutar de los bienes inmuebles de su suegra. 
Pide ser enterrado en la parroquia de San Saturnino, en la sepultura donde descansaban los padres de su mujer, y dispone que le hagan entierro, honras y cabo de año. Dona doce reales como limosna para el hospital de la ciudad.
Después de 17 años al frente del negocio, deja una economía saneada, ordenada, y un taller bien pertrechado. Los libros de cuentas del negocio familiar recogen con precisión los cobros y pagos pendientes.
Falleció una semana después de dictar testamento, con menos de cincuenta años, “recibidos los SS. Sacramentos”. 
La viuda, María Francisca de Neira, le remplazó al frente del taller de imprenta, que mantuvo en activo durante 16 años en los que vieron la luz 18 libros, lo que representa una actividad mayor que la desplegada por su marido.

## Galería de imágenes

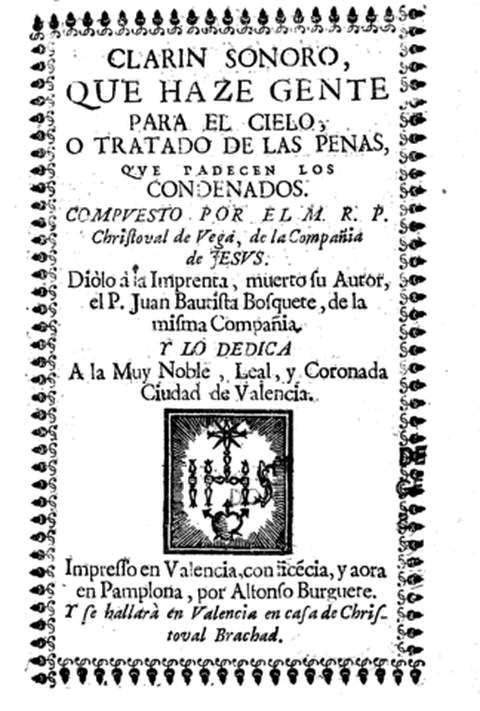
Libro sobre las penas de los condenados en el Infierno del jesuita de Tafalla Cristóbal de la Vega (1595-1672), editado por primera vez en Valencia en 1675
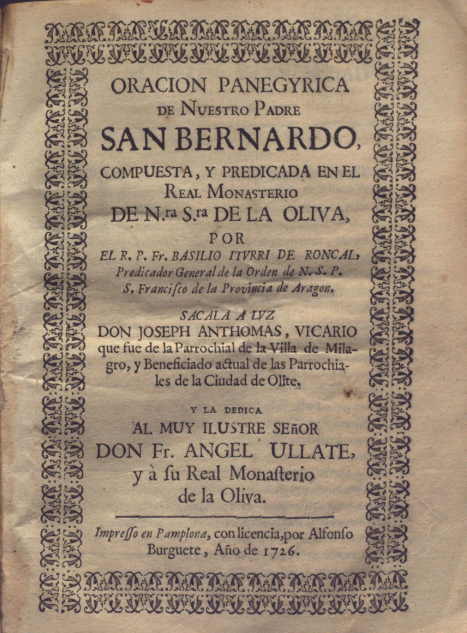
Portada barroca de un sermón sobre San Bernardo de Claraval impreso en 1726
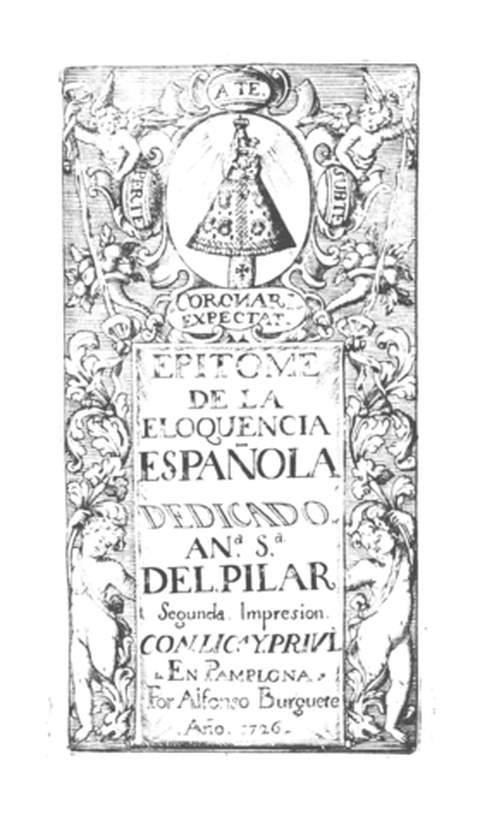
Epítome de la elocuencia española, dedicado a la Virgen del Pilar, impreso por Alfonso Burguete en 1726
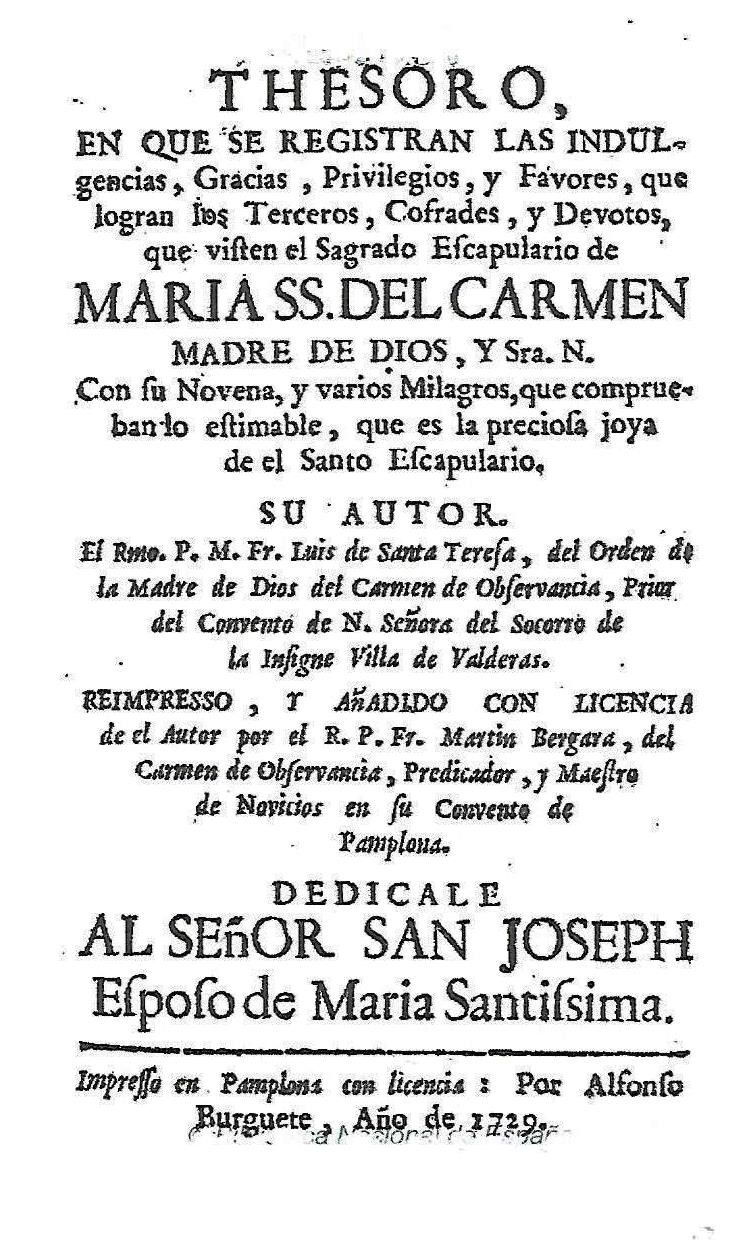
Indulgencias del escapulario de la Virgen del Carmen editado por fray Martín Vergara, carmelita descalzo del convento de Pamplona (1729)
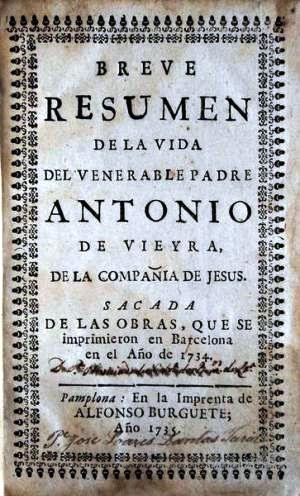
Resumen de la vida del jesuita Antonio Vieira impreso en Pamplona en 1735 a partir de una biografía publicada en Barcelona el año anterior
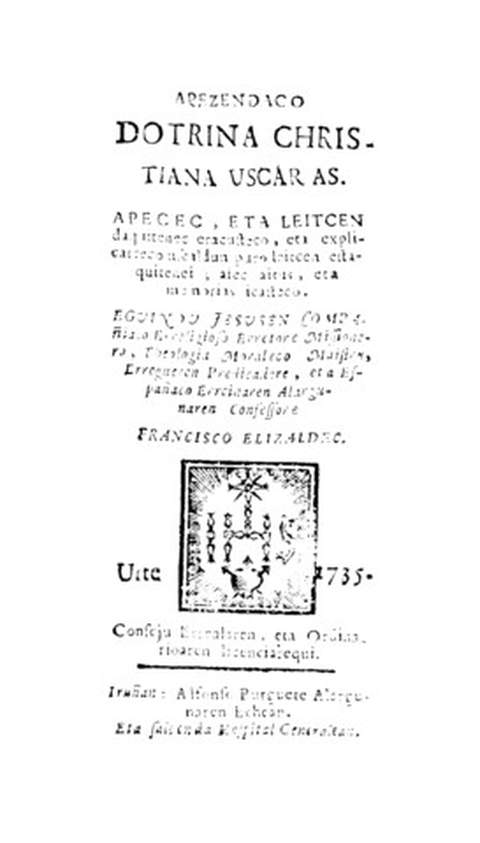
Apezendaco Dotrina Christiana, catecismo en vascuence del jesuita Francisco Elizalde, impreso un año antes del fallecimiento de Burguete (1735)